# Oldřich Zemek
Oldřich Zemek (30. července 1893 Tupesy – 24. října 1967 Praha) byl moravský úředník a legionářský spisovatel.

## Život
Narodil se v rodině učitele Josefa Zemka a Filomeny rozené Buťové. Měl sestru Ludmilu Valentovou (1892). Byl dvakrát ženatý: s Kasalovskou-Brandstetterovou a Marií Gardavskou. Měl tři dcery: Vlastu Borisovou, herečku Libuši Sobotkovou (1924–1960) a Boženu Dolákovou.
5. 3. 1915 byl zajatý u Baligródu (vesnice v okrese Lesko v Podkarpatském vojvodství v jihovýchodním Polsku) jako desátník 25. zeměbraneckého pěšího pluku , 7. 8. 1917 vstoupil do čsl. legií, v nichž působil v 5. střeleckém pluku do 17. dubna 1919 jako vojín čsl. armády. Do výslužby odešel jako kapitán.
Ve své literární tvorbě čerpal ze života a bojů ruských legií, z pobytu v Japonsku, z cesty do slovinských Alp a z tragických osudů politických vězňů špilberských. V letech 1926–1928 byl členem Moravského kola spisovatelů. Bydlel v Brně-Králově Poli na adrese Wilsonova 11 (nyní Husitská).

## Dílo

### Verše
- Z hloubi duše: kniha lyriky: 1912–1913 – Přerov: vlastním nákladem, 1913
- Hlas krve: 1914–1918 – Praha: Památník odboje, 1920
- Bolesti bezejmenných: 1924–1927 – Brno: v. n., 1928
- Pamětní list prvé schůzky moravských bibliofilů a exlibristů: v Olomouci dne 17. května 1928 – autoři textů: Bedřich Beneš Buchlovan, Otto F. Babler; dřevoryty přispěli Ruda Kubíček, Arnošt Hrabal, Karel Němec; autoři básní: Vojtěch Martínek, Oldřich Zemek, Alfons Sedláček. Olomouc: v. n., 1928
- Jan Brázda 1929: bibliofilie – Brno: v. n., 1929
- Pod Triglavem: 1930–1931 – s linoleorytem Františka Bílkovského. Brno: v. n., 1931
- Zpěvy odboje – Brno: Literární středisko, 1931
- Špilberské balady: 1932 – Brno: v. n., 1933
- Svatá chudoba: 1933–1934 Praha: Gustav Francl, 1935
- Harfa na troskách: 1936–1937 – kresba a úprava Jaroslav Riedl. Praha: Václav Petr, 1937
- Horské sny: 1939–1942 – původní dvoubarevný dřevoryt Josef Baruch. Praha: Josef Lukasík, 1944
- Krása odvahy: 1939–1954 – Praha: Československý spisovatel, 1954
- Mělnické melodie: 1955 – dřevoryty vyzdobil Robert Schön. Mělník: Dům osvěty kpt Jaroše, 1956
- Písně života: výbor poezie z let 1912–1962 – uspořádal, k vydání připravil a doslov napsal Jindřich Hauft. Kladno: Josef Cipra, 1963
- Mozart na Bertramce: cyklus básní z let 1956–1963 – litografie Cyril Bouda. Praha: Mozartova obec v ČSSR, 1964
- Ondrášova milá: báseň z roku 1942 – výtvarně vyzdobil František Bílkovský. Kladno: Josef Cipra, 1970
- Tvůrce a bolest: cyklus básní – Kladno: J. Cipra, 1968

### Próza
- O Juki San – vyzdobil Petr Pištělka. Opava: Slezská Grafia, 1923
- Srdce Nipponu: povídky – celková úprava od Petra Pištělky. Kroměříž: v. n., 1924
- Otrocká služba – s 8 ilustracemi Adolfa Doležala. Mladá Boleslav: Karel Vačlena, 1924
- Otrocká pouta: bibliofilie – Luhačovice: v. n., 1925
- V zemi samurajů – s 8 ilustracemi Františka Vrobla. Mladá Boleslav: K. Vačlena, 1925
- Z Asie do Evropy: vypravování o návratu legionářů – Brno: Moravský legionář, 1926
- Naděje Tokia – Olomouc: Romuald Promberger, 1927
- Vítězství nebo smrt: vypravování o životě a bojích ruských legionářů – Brno: Dědictví Havlíčkovo, 1928
- Sestra Jaeko: japonerie – šesti barevnými linoleoryty vyzdobil Otto Matoušek. Brno: v. n., 1928
- V zemi vycházejícího slunce: vypravování ze života našich legionářů v Japonsku – Brno: Dědictví Havlíčkovou, 1928
- Světovým požárem: paměti: psáno 1919–1929 – Praha: Ústřední legionakladatelství, 1929
- Krásným jihem: causerie – Brno: v. n., 1931
- Vojáček: povídka – vyzdobil osmi rytinami Otto Matoušek. Brno: v. n., 1933
- Taras Ševčenko – Brno: Ukrajinská hromada, 1933
- Stručné dějiny pěšího pluku 10 Jana Sladkého Koziny – Brno: Pěší pluk 10 Jana Sladkého Koziny, 1934

### Jiné
- Soubor knižních značek: 12 původních dřevorytů. I. – Jaroslav Dobrovolný; úvod Oldřich Zemek. Břeclav: Vavřík a Chlanda, 1928
- Loutkáři v míru i odboji: z osudů rodu Kopeckých – upravil. Brno: Dědictví Havlíčkovo, 1929
- Sestra Jaeko: drama o pěti dějstvích – Brno: Arnošt Píša, 1933
- Srdce na břeclavském zámku: vydáno k Novému roku 1938 – Břeclav: Alois Kučík, 1937
- Akademie na oslavu 30. výročí bitvy u Zborova – pásmo sestavil. Praha: Naše vojsko, 1948